# Діатриба
Діатриба — жанр античної літератури, створений філософами-кініками (III ст. до н. е.), власне, невелика за обсягом проповідь на популярну морально-етичну тему, подеколи у формі дискусії з уявним опонентом.
Діатрибі притаманна простота та жвавість викладу думок, яскрава образність, застосування риторичних прийомів. Діатриба вживалася і в римській (Горацій, Ювенал та інші), і в християнській (Абеляр) літературах, правила за основу християнської проповіді.
Зверталися до цього жанру й українські письменники («Наука, або способ зложення казання» Іоаникія Галятовського; «Суперечка біса з Варсавою», «Вдячний Еродій» Г. Сковороди та інші).

## Історичне значення
Терміни діатриби та лайки (і, в меншій мірі, тиради та жарту) часом тонко розрізняються, але в сучасному дискурсі часто використовуються як синоніми. Діатриба або лайка не є формальною класифікацією аргументів, і релігійний автор Алістер Стюарт-Сайкс зазначає, що «форму діатриби важко точно встановити».